# IC 3871
IC 3871 је елиптична галаксија у сазвјежђу Береникина коса која се налази на листи објеката дубоког неба у Индекс каталогу.
Деклинација објекта је + 18° 55' 44" а ректасцензија 12h 54m 25,7s. Привидна величина (магнитуда) објекта IC 3871 износи 14,8 а фотографска магнитуда 15,8. IC 3871 је још познат и под ознакама Reiz 2982.